# Parafia św. Anny w Białej Podlaskiej

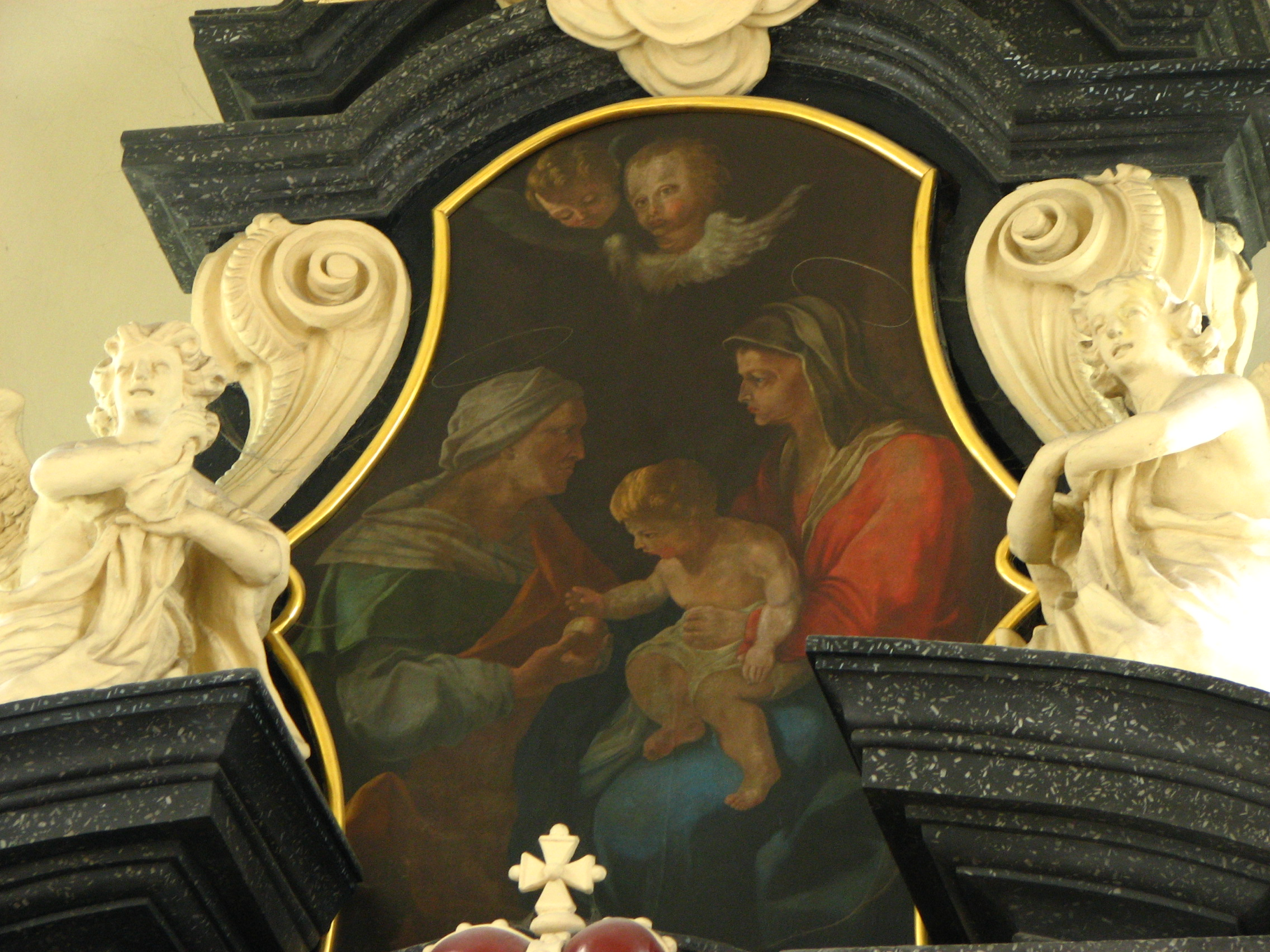
św. Anna, patronka parafii z Maryją i Jezusem w ołtarzu głównym kościoła

Parafia św. Anny w Białej Podlaskiej – parafia rzymskokatolicka w Białej Podlaskiej.

## Zasięg parafii
Do parafii należy około 5354 wiernych z Białej Podlaskiej mieszkających przy ulicach: Abramowicza, Akademickiej (numery parzyste), Bartoszewicza, Bocznej, Brzechwy, Bema, Budkiewicza, Chłodnej, Chrobrego, Chodkiewicza, Czajki, Czarneckiego, Ćwiklińskiej, Dalekiej, Dobrej, Droga Wojskowa, Folwarcznej, Gromadzkiej, Jagodowej, Jaracza, Kilińskiego, Kleeberga, Klonowej, Kołychawa, Kopernika, Kraszewskiego, Kusocińskiego, Krętej, Krzywej, Koncertowej, Literackiej, Łomaskiej, Narutowicza (połowa), Niemcewicza, Norwida, Nałkowskiej, Pięknej, Podłącznej, Pogodnej, Pokoju,  Przyjaźni, Reformackiej (numery parzyste), Rogińskiego, Reymonta, Sidorskiej (część),  Słowackiego, Spółdzielczej, Stodolnej (połowa), Szczytowej, Środkowej, Piłsudskiego (numery parzyste), Targowej, Tęczowej, Tuwima, Plac Trzech Krzyży, Twardej, Warszawskiej, Witoroskiej, Droga Wojskowa, Wolskiej, Wyspiańskiego, Zacisznej, Zelwerowicza, Zapolskiej, Zamkowej, Ziemowita, Żurawiej i Żwirowej oraz z miejscowości: Janówka (180–12 km), Jaźwiny (200–11 km), Lisy (70–8 km), Michałówka (370–10 km), Porosiuki (245–7 km), Wólka Plebańska (350–7 km).
W roku 2004 część wiernych z parafii została włączona do nowo utworzonej parafii św. Michała Archanioła.
Przy parafii działa Katolickie Stowarzyszenie Młodzieży. W Janówce i Jaźwinach znajdują się kaplice dojazdowe.
Cmentarz znajduje się w odległości 1 km od kościoła (przy ul. Janowskiej).

## Kościół parafialny
We wnętrzu kościoła znajdują się ołtarze główny barokowy, murowany i marmoryzowany, typowy przykład ołtarza barokowego, potrydenckiego z drugiej połowy XVII wieku, z obrazami „Ofiarowanie w świątyni” oraz „Św. Anna Samotrzecia” (1771) oraz ołtarze boczne z pierwszej połowy XVIII wieku z obrazami „Przemienienie Pańskie” i „Św. Józef”.
W kaplicy Wołłowiczów znajduje się otoczony wotami XVII-wieczny obraz Matki Boskiej Różańcowej z Dzieciątkiem”, w kaplicy Radziwiłłowskiej obraz „Opłakiwanie” (kopia według Jana Reisnera), obraz „Jan Kanty” autorstwa Wiśniewskiego z 1911 roku, XVII-wieczna rzeźba Św. Sebastiana. Interesujący jest również zespół XVIII-wiecznych rzeźb stanowiących pozostałość po dawnym wyposażeniu kaplicy Różańcowej, XVIII-wieczne konfesjonały, portale, ambona z początku XVIII wieku, prospekt organowy z początku XVIII wieku, kamienna kropielnica z 1648 roku, XVIII-wieczne relikwiarze, tablice pamiątkowe poświęcone żołnierzom Armii Krajowej, dr. Czesławowi Wroczyńskiemu (1900), ks. Tomaszowi Halyburtonowi de Stuart (1813), ks. Bartłomiejowi Radziszewskiemu (1855), Kotowskiej (1847) i innym.
Podczas uroczystych procesji można obejrzeć monstrancję w kształcie orła Radziwiłłowskiego, wykonaną przez Karola Malcza w 1857 roku oraz ornaty z XVIII i XIX wieku.
Poza cmentarzem kościelnym zachowała się wybudowana w 1750 roku plebania, którą około 1803 roku obudowano cegłą i otynkowano. Obok niej stoi drewniana wikarówka.
Obrazu zespołu kościelnego dopełniają: mur cmentarny i włączona w jego bieg, wzniesiona w 1762 roku dzwonnica oraz wprowadzone weń bramy - główna na wprost ul. Kraszewskiego i boczna na osi plebanii. Cały ten wzniesiony w jednym czasie zespół przeszedł gruntowny remont w latach 1898 - 1899. Ozdobne kraty bramne są dziełem wybitnie uzdolnionej bialskiej rzemieślniczej rodziny Krassuskich. W dzwonnicy i bramie głównej wykonane zostały w latach trzydziestych XX wieku a w bramce zachodniej w 1944 roku. Stojącą obok niej kamienną grotę ku czci Matki Bożej z Lourdes zbudował ks. kan Jan Godlewski w 1945.

## Historia parafii
Parafię rzymskokatolicką pod wezwaniem Najświętszej Marii Panny i Świętej Jadwigi erygowano w 1525 roku. Jerzy Iwanowicz Ilinicz, ówczesny właściciel Białej, darował parafii plac oraz hojnie uposażył ją w dziesięciny. Zapewne tuż przed erekcją parafii staraniem Illiniczów, mieszczan bialskich oraz pierwszych proboszczów wzniesiono drewniany kościół. Kościół ten, w trakcie poświęcenia, otrzymał za patrona świętą Jadwigę, której kult rozwijał się intensywnie w owym czasie na terenie Polski. Organizacja pierwszej parafii zbiegła się w czasie z tworzeniem przyszłego miasta. Biała miała jeszcze formę osady targowej, a zainwestowanie placów miejskich było bardzo znikome. W tej sytuacji należy zakładać, że wzniesiono kościół niewielki, zbliżony formą do innych prowincjonalnych świątyń, inspirowanych architekturą małopolskich drewnianych kościołów gotyckich. Kościół ten, według niepotwierdzonych źródeł miał spłonąć w 1550 lub w 1572 roku. Jedyna pewna wzmianka o tym pożarze pochodzi z kolejnego Aktu Fundacji Kościoła w Białej, wydanego przez księcia Mikołaja Krzysztofa Radziwiłła (zwanego Sierotką) w 1596 roku. Czytamy w nim: „(...)kościół ten jak wszyscy wiedzą spalił się prawie całkowicie, ledwo po nim ślady pozostały(...)”.
W latach 1597–1602 dzięki staraniom Mikołaja Krzysztofa Radziwiłła wzniesiono zupełnie nowy kościół. Decyzja o jego budowie zapadła po przejęciu miasta przez Mikołaja Krzysztofa Radziwiłła i wydanych przez niego prawnych regulacjach. Zabezpieczały one parafię pod względem ekonomicznym, stwarzały także szansę na podjęcie większych inwestycji, do jakich niewątpliwie należała budowa kościoła.
Pierwszy akt fundacyjny, nadany przez Jerzego Iwanowicza Ilinicza 7 marca 1525 roku, nie przetrwał do czasów współczesnych. O jego wydaniu i określonych w nim zapisach na rzecz parafii w Białej dowiadujemy się z aktu fundacyjnego Mikołaja Krzysztofa Radziwiłła z 1596 roku. Jerzy Iwanowicz Ilinicz, Marszałek Wielkiego Księstwa Litewskiego, starosta brzeski i lidzki, uposażył parafię Św. Anny w wieś Grabanów i dziesięciny z ziem „Dworu bialskiego”. Zobowiązania te, w wyniku wydarzeń związanych z reformacją, wygasły w sposób naturalny. Mikołaj Krzysztof Radziwiłł postanowił uporządkować sprawy dotyczące ekonomicznego zabezpieczenia parafii i już 18 listopada 1596 roku nowym aktem fundacyjnym potwierdził kościołowi bialskiemu wcześniejsze nadania, a także znacznie je rozszerzył. Ponieważ wieś Grabanów przejęta została przez spadkobierców Mikołaja Kiszki, wojewody podlaskiego, przyznał parafii wieś Szczosnówkę (dziś Czosnówka) i wieś Wołkową Wólkę (mające razem 26 włók), las zwany Gajem (dwie włóki) oraz dwie włóki ziemi wydzielone z folwarku sławacińskiego. Utrzymał przy parafii prawo połowu ryb na rzece Klikawka (dziś Klukówka), zabronił natomiast proboszczom bialskim połowu ryb na rzece Krznie na obszarze nowych nadań. Przywrócił dziesięcinę z ziem przyznanych mieszczanom bialskim (z wyjątkiem owsa). Potwierdził sześć ogrodów położonych w samym mieście (także I fundacja). Dodał dwa budynki oraz pas łąki położony po wschodniej stronie grobli (za młynem). Przyznał dziesięcinę snopową (pobierana w snopach na polu) ze wsi Czybór (dzisiejszy Cicibór) oraz ze wsi Terebela. Jednocześnie Radziwiłłowie utrzymali przy sobie prawo kolacji oraz zobowiązywali proboszcza do utrzymania na jego koszt wikariusza.
Architektem i budowniczym kościoła był murator Andrys, współpracujący z przedsiębiorcą budowlanym Janem Samuelem Michałowskim, reprezentującym środowisko lubelskie. Materiały źródłowe wskazują także na architekta radziwiłłowskiego Lenarta, odpowiedzialnego za wykończenie budowli.
Kościół Andrysa był budowlą jednonawową z wyodrębnionym węższym i apsydialnie zamkniętym prezbiterium, z płytkimi kaplicami transeptowymi. Nawę główną oszkarpowano od południa i północy, od zachodu narożniki nawy urozmaicono i zabezpieczono skośnymi narożnymi szkarpami. Prezbiterium ujęto od strony północnej zakrystią i skarbczykiem, front wzbogacono gankiem (portykiem) kolumnowym. Natomiast wnętrze nawy przykryto sklepieniem kolebkowym z lunetami. Zdobiło je szerokie, obiegające dookoła nawę belkowanie, potwierdzające umiejętności projektanta w stosowaniu już barokowej artykulacji porządkowej w jej prostym wydaniu. Można przyjąć, że ramiona transeptu były płytkie (w zarysie wewnętrznym 170 cm), wysokie, otwierały się na nawę półkolistymi arkadami. Intrygujący jest fakt umieszczenia przy wschodnich załomach nawy kolistych podstaw wież. Brak jest naukowych przesłanek pozwalających jednoznacznie stwierdzić jaką pełnić miały one funkcję i jaką miały mieć formę.
W latach 1638–1639 Aleksander Ludwik Radziwiłł, wypełniając wolę swej zmarłej żony, Tekli z Wołłowiczów Radziwiłłowej, stolnikowej litewskiej, wybudował kaplicę pod wezwaniem Matki Bożej Różańcowej, przekształcając w tym celu południowe ramię transeptu. Do krypty pod kaplicą, w której pochowano Teklę Wołłowiczównę, prowadziło wejście od strony zachodniej. Podobny otwór wejściowy odsłonięto także w południowych fundamentach nawy. Niestety nie przetrwał do czasów współczesnych wystrój wewnętrzny kaplicy. Ściany i wsparta na trompach kopuła nie zachowały żadnych podziałów ani dekoracji, pozostały po nich tylko ścięte narożniki, flankowane pilastrami podtrzymującymi odcinkowe belkowania. Między pilastrami umieszczono wysmukłe, konchowe nisze – charakterystyczny architektoniczny element znany z lubelskiego mauzoleum Firlejów. Stojące w nich figury przynależą do dawnego wyposażenia kościoła, natomiast same ołtarze pochodzą już z okresu międzywojennego i są wierną kopią ołtarzy z kaplicy pw. św. Jana Kantego (tzw. kaplicy Radziwiłłowskiej).
Inicjatorką i realizatorką kolejnej kaplicy (zwanej Radziwiłłowską) była Katarzyna z Sobieskich Radziwiłłowa, synowa Aleksandra Ludwika Radziwiłła, małżonka Michała Kazimierza Radziwiłła. Przyozdobiła ją także freskami.
Wiek XVIII przyniósł kościołowi nowe wyposażenie oraz generalny remont dachu, wnętrz i elewacji. Dzięki Annie z Sanguszków Radziwiłłowej wzbogacił się o dwa ołtarze boczne przytęczowe oraz ołtarze kaplicy Św. Jana Kantego i Wołłowiczów. Osobiste zaangażowanie Anny z Sanguszków może wskazywać na szczególne znaczenie kaplicy Radziwiłłowskiej, ze względu na umieszczone w niej relikwie.
Przekształcono też najbliższe otoczenie kościoła. W latach sześćdziesiątych XVIII wieku wzniesiono dzwonnicę, kostnicę oraz ogrodzenie z bramkami. Także w połowie XVIII wieku wybudowano drewnianą plebanię i drewnianą kuchnię (zamieniona następnie w wikariat). Plebanię w 1803 roku obmurowano cegłą i otynkowano.
Sytuacja ekonomiczna parafii na początku XIX wieku wyglądała następująco. Przy samym kościele istniały zabudowania gospodarskie proboszcza bialskiego, zespół ten składał się z plebanii, kuchni, stajni, spichlerza, dwóch chlewów. Do probostwa należał także drewniany budynek szpitalny (ul. Lubelska), trzy budynki alteryjne i przynależne im place: Najświętszej Panny Różańcowej, św. Jana Nepomucena i św. Wiktora (wszystkie przy ul. Lubelskiej). Własnością parafii był folwark w Czosnówce (30 budynków), browar w Czosnówce, karczmy w Czosnówce i Sidorkach (zajezdna), folwark w Wólce Plebańskiej (22 budynki), młyn wodny w Wólce Plebańskiej. W samym mieście parafia dysponowała kilkoma placami i ogrodami. Z podanych nieruchomości proboszcz pobierał dziesięcinę i czynsz. Z gruntów bialskich prawie 140 ówczesnych korców ziarna lub 1884 złp. Z folwarku Cicibór 42 korce, z Worońca - 7, z Sycyny - 1, z Krzymowskich - 10, z Rogoźniczki - 10. Z placu, na którym funkcjonowała szkoła wydziałowa (Akademia Bialska) parafia otrzymywała 200 złp., z dominium hrabstwa bialskiego - 135 złp. Parafia posiadała także „kapitały niepewne” w wysokości 2000 złp. ulokowane po 1000 złp. na kahale bialskim i na mieszkańcach Białej.
Pod koniec lat 50. XIX wieku, proboszcz bialski w oparciu o powyższe dochody, dysponując zabezpieczeniem finansowym w wysokości 3677 rubli rosyjskich, nosił się z zamiarem wykonania przy kościele prac o charakterze remontu generalnego. Remont ten został przeprowadzony ostatecznie w latach 1873 - 1874, pod nadzorem architekta Maksymiliana Pawłowskiego i pod kierunkiem „Społecznego Komitetu” złożonego z właścicieli ziemskich: Kazimierza Mirskiego, Stefana Buchowieckiego, Maksymiliana Lewickiego, proboszcza bialskiego ks. Józefa Mleczko i Ludwika Rzewuskiego mieszczanina bialskiego. Pracami objęto dach kościoła (więźbę i pokrycie), elewację, stolarkę okienną i drzwiową. Naprawiono także uszkodzone sklepienia, wymieniono tynki wewnętrzne i zewnętrzne. Poddano konserwacji rzeźby św. Anny i św. Joachima, wypełniające nisze fasady. Największe zmiany nastąpiły we wnętrzu świątyni. W trakcie remontu sklepień usunięto ich dekoracje. Przeprowadzono również bliżej nieokreślone prace przy kaplicy Różańcowej (Wołłowiczów), z powodu złego zachowania niszcząc zapewne jej wewnętrzną artykulację. Znacznie łagodniej potraktowano kaplicę św. Jana Kantego (Radziwiłłowską) dostrzegając jej wyjątkowy artystyczny i ideowy charakter. Przy fasadzie przekształcono portyk kolumnowy, zabudowując jego arkady i nadbudowując go o lokalność - magazynek służący organiście. Zamurowano wejścia do obszernych, wypełnionych pochówkami, krypt.
W 1881 roku remontem objęto chór muzyczny.
W latach 1899–1900 staraniem ks. Ludwika Górniaka została odnowiona, przez „Salon Artystyczny” z Warszawy (artyści Rudziński i bracia Wiśniewscy), dekoracja kaplicy Radziwiłłowskiej. Także Wiśniewski namalował do ołtarza w kaplicy nowy obraz „Jan Kanty”.
Od ówczesnych prac wygląd kościoła przetrwał do naszych czasów praktycznie w niezmienionym stanie. Raz jeszcze tylko, w 1903 roku, pojawiły się projekty jego rozbudowy. Architekt Władysław Wołłodko widział w tym miejscu kościół nowy, neogotycki. Drugi, nie sygnowany projekt, zakładał rozbudowę kościoła, a właściwie wydłużenie go o dwa przęsła i dobudowę nowej wieżowej fasady. Zamierzenia te skończyły się kolejnym i nie ostatnim remontem kościoła (elewacje - 1911, wnętrze - 1914, w 1919 pokryto dach blachą ocynkowaną). Późniejsze remonty nie wpłynęły na układ przestrzenny świątyni, jej bryłę i artykulacje elewacji.
W 1919 roku zlikwidowano parafię Św. Anny, a kościół przekazano zgromadzeniu OO Salezjanów. Służył im do 1925 roku. W tym czasie najistotniejsze zmiany zaszły w kaplicy Wołłowiczów. Istniejące ołtarze drewniane przeniesiono w 1923 roku do kościoła Św. Antoniego, w ich miejsce wykonano nowe, będące kopią ołtarzy z kaplicy Radziwiłłowskiej. Pierwszy ołtarz powstał już w 1920 roku, drugi w latach 1927 - 1930. W pierwszym umieszczono XVII-wieczny obraz „Matki Boskiej z Dzieciątkiem” (wraz z wotami), w drugim figurę „Serca Jezusowego”. Po przywróceniu przy kościele samodzielnej parafii (21 czerwca 1929 roku) zelektryfikowano i odnowiono cały zespół, do świątyni zakupiono wieczną lampę, obraz „Św. Teresa”, przeprowadzono konserwację rzeźb. Bialczanie wspomogli parafię licznymi darami. Wydaje się, że wymienione wyżej a prowadzone po 1900 roku remonty, miały charakter doraźny, ponieważ w 1935 roku burmistrz miasta Aleksander Walewski zwrócił się z prośbą do biskupa Henryka Przeździeckiego o przymuszenie administratorów kościołów Św. Anny i Św. Antoniego do wykonania prac remontowych. Interwencja okazała się bardzo skuteczna, jeszcze w tym samym roku odnowiono cały zespół kościoła św. Anny.

## Księża pracujący w parafii
- ???ks. Eugeniusz
- ???ks. Andrzej (zm. 1542)
- ks. Hieronim Piekarski (przybył prawdopodobnie w końcu lat 40. XVI wieku), ekskomunikowany przez biskupa łuckiego Protasewicza w 1554 roku za herezję
- ks. Piotr Runowski
- ks. Adam. Po śmierci ks. Runowskiego dzięki poparciu Illinicza i Kiszki został altarystą.
- ks. Wawrzyniec Disiński. prefekt.
- ks. Stanisław Zmijowski. Proboszcz, przybył w 1550 roku, skierowany do Białej przez ks. oficjała janowskiego. Kanonicznie wprowadzony w urząd przez legata ks. Sebastiana Radwańskiego, w obecności ks. Adama Łukasza Wińskiego i notariusza Jakuba. Zmarł w 1569 roku.
- ks. Jan Promiński. Proboszcz od 1569 roku. Zmarł w 1595 roku.
- ks. Marcin Miasko.
- ks. Paweł Zaleski. 27 listopada 1596 roku wpisał do Ksiąg konsystorza janowskiego utworzony 18 listopada tegoż roku Akt Fundacyjny Kościoła Mikołaja Krzysztofa Radziwiłła (zwanego Sierotką). Pracował do 1615 roku.
- ks. Krzysztof Wilski - Ciborowicz. Urodzony w 1576 roku. Proboszcz. Mianowany przez biskupa Achacego Grochowskiego 8 czerwca 1628 roku Oficjałem (Oficjałat obejmował Podlasie i tzw. Trakt Brzeski) po śmierci ks. Jakuba Bielawskiego, proboszcza łomaskiego. W 1628 roku doprowadził do utworzenia Akademii Bialskiej. Zmarł w Piotrkowie w 1631 roku.
- ks. Krzysztof Maszkiewicz. W Białej od 1623 roku.
- ks. Andrzej Weszki. W Białej w 1623 roku.
- ks. Andrzej Warka.
- ks. Stanisław Winarski. Wikariusz bialski. Zmarł 6 czerwca 1623 roku.
- ks. Jan Franciszek Wilski. Altarysta Bractwa Różańcowego. Wikariusz. Po wyjściu z Białej został proboszczem w Sławatyczach.
- ks. Jerzy Stefanonius (prawdopodobnie Stefanowicz). Wikariusz, przy ks. Wilskim-Ciborowiczu pełnił funkcję sekretarza. W 1630 roku wielokrotnie zastępował ks. oficjała K. Wilskiego.
- ks. Maciej Skoroszeński. Odszedł z Białej w 1629 roku.
- ks. Sebastian Kozorkowicz. Przybył w 1629 roku na miejsce ks. Skoroszeńskiego. Zmarł w 1657 roku.
- ks. Maciej Drwęski. Był urzędnikiem na dworze Aleksandra Ludwika Radziwiłła. Ten zapragnął by Maciej został proboszczem bialskim a Maciej poczuł powołanie do kapłaństwa. Gdy w 1631 roku zmarł ks. K. Wilski, biskup Gembicki na prośbę Aleksandra Radziwiłła pilnie egzaminuje Macieja i 24 września udziela mu czterech mniejszych święceń. Już 26 września 1631 roku kleryk Drwęski składa przysięgę na posłuszeństwo i szacunek biskupowi i zostaje proboszczem bialskim. 20 grudnia tegoż roku kleryk Maciej otrzymuje w łuckiej katedrze święcenia diakońskie z tytułem kanonicznym: „na probostwo bialskie”. Święcenia kapłańskie tego „ekspresowego” kandydata nastąpiły w marcu 1632 roku. Prepozytem bialskim został 1 lipca 1633 roku. Troszczył się o Akademię Bialską - w celu zdobywania dla niej środków został proboszczem wohyńskim (26 sierpnia 1636) i kapelanem kaplicy w Brześciu. Zmęczony podwójnym probostwem rezygnuje z Wohynia 22 września 1640 roku. Schorowany i osłabły 23 października 1645 roku rezygnuje z parafii bialskiej i w tym samym roku umiera. Spisu inwentarza dokonał ks. Sebastian Kozorkowicz.
- ks. Piotr. Wikariusz, pracował w Białej w 1634 roku.
- ks. Jerzy Niewiarowski. Zakonnik, poprzednio opat klasztoru w Trzemesznie, kustosz smoleński, infułat ołycki. Proboszcz bialski, prezentę dał mu książę Aleksander Ludwik Radziwiłł. Wniósł do akt Konsystorza Janowskiego spis inwentarza sporządzony w 1645 roku. Pewnego razu nie wpuścił pijanego księcia Aleksandra Radziwiłła do kościoła, ponadto wysłał mu pismo o wyłączeniu księcia z parafii (i opublikował ten list). Książę podał sprawę do Sądu. Nuncjusz apostolski 3 listopada 1649 roku pozbawił ks. Niewiarowskiego probostwa bialskiego. Później o. Jerzy Niewiarowski był opatem w Trzemesznie i w Ołyce, referendarzem litewskim i proboszczem w Mordach.
- ks. Albert Opęchowski. Następny proboszcz. Zmarł w 1657 roku.
- ks. Jan Sitecki. Wikariusz. Oskarżony o niemoralność skazany 7 lutego 1657 roku na 40 dni aresztu i zdjęty z wikariatu.
- ks. Maciej Szczebatowicz. Po śmierci ks. Tomasza Kozorkowicza otrzymał stanowisko kapelana, na skutek prezenty księcia Michała Kazimierza Radziwiłła.
- ks. Walerian Stanisław Judycki. Od 1657 roku jedenasty proboszcz parafii. Kanonik wileński, pisarz wielkiego księcia Litewskiego. Upodobał go sobie Michał Kazimierz Radziwiłł i prezentował na proboszcza. Mianował go biskup łucki Jan Stefan Wydżga. Ks. Judycki był osobistością w wysokich sferach i niezbyt się przejmował sprawami parafii. Wkrótce został referendarzem Wielkiego Księstwa Litewskiego, kustoszem wileńskim, kustoszem smoleńskim i w Białej bywał jako gość. Zmarł w sierpniu 1673 roku.
- ks. Marcin Laźniewski herbu Prawdzic. W Białej prawdopodobnie od 1680 roku. Po śmierci ks. Kazimierza Godlewskiego, Archidiakona kapituły łuckiej został mianowany jego następcą, który to urząd uroczyście przejął 13 kwietnia 1699 roku.
- ks. Józef Pióro. W Białej prawdopodobnie w 1689 roku, w czasie proboszczowania ks. Laźniewskiego.
- ks. Adam Wysocki. Altarysta Bractwa Różańca Świętego.
- ks. Marcjan Bujalski. Wiceproboszcz bialski w czasie niesławnego proboszczowania ks. Marcina Laźniewskiego. Dla spłacenia swych długów sprzedał jeden dom parafialny.
- ks. Łukasz Wnorowski. Altarysta Różańca Świętego. 3 lutego 1702 roku, na mocy prezenty królewskiej, został proboszczem Łomaz.
- ks. Andrzej Kłopotowski. Wikariusz bialski.
- ks. Truszkowski. Altarysta bialski.
- ks. Wincenty Suchocki. Rektor Akademii Bialskiej. Po śmierci ks. Marcina Laźniewskiego dostał prezentę księcia Karola Radziwiłła na probostwo bialskie i je otrzymał. Był ponadto prepozytem czarnawczyckim i archidiakonem smoleńskim.
- ks. Wilhelm Herkendrat. Altarysta ołtarza Św. Wiktora. Jednak rzadko bywał przy swym ołtarzu, często wyjeżdżał. Po kongregacji w Opolu, która rozpatrywała jego niesumienne wypełnianie obowiązków, znalazł się w Ołyce. Tam spodobał się Radziwiłłom, został nawet dziekanem kapituły. Poznała go tam księżna Anna Katarzyna Radziwiłłowa i sprowadziła z powrotem do Białej, gdzie został teologiem nadwornym. Został tu mianowany proboszczem Horbowa. W 1744 roku prawdopodobnie był proboszczem w Iszkołdzie. Zmarł w 1745 roku.
- ks. Tomasz Knapieński. Profesor Akademii Bialskiej, nauczyciel filozofii. Gdy bialskim proboszczem został ks. Ludwik Riaucour, ks. Knapieński został komendarzem bialskim. W aktach podpisywał się: „professor commendarius” lub „pater praeposituralis”. Pełnił więc funkcje proboszcza, a pomagał mu w tym ks. Wawrzyniec Szantoszewicz, dyrektor coloniae Albae Ducalis. Ostatni akt chrztu z jego podpisem znajduje się z roku 1741. Prawdopodobnie potem wyjechał do Krakowa.
- ks. Jakub Sarecki. Doktor filozofii. W 1727 roku wiceproboszcz bialski. Przeniósł się z Białej na stanowisko altarysty do Bordziłówki.
- ks. Kazimierz Wierciński. Altarysta bialski.
- ks. Jan Antoni Biernacki. Promotor Różańca Najświętszego Imienia Jezus. On to sporządził spis rzeczy pozostałych po zmarłym ks. Kazimierzu Wiercińskim.
- ks. Stanisław Łoziński. Altarysta Różańca Świętego. Zmarł w 1738 roku.
- ks. Michał Langau. Był kapelanem na dworze księżnej Anny Radziwiłłowej. Ta, po śmierci ks. Stanisława Łozińskiego, prezentowała go na stanowisko altarysty. Prezentę przyjął ks. Tomasz Kamieński, scholastyk brzeski, sędzia surrogat Konsystorza Janowskiego, proboszcz łosicki i regens seminarium w Janowie Podlaskim. Ks. Michał był promotorem do 1741 roku, gdy złożył rezygnację z tego urzędu.
- ks. biskup Ludwik Ignacy Riaucour. Doktor obojga praw, kanonik katedralny gnieźnieński, proboszcz bialski, słucki i narewski, oficjał podlaski i Traktu Brzeskiego, biskup Ptolemajdy (dziś Akka). Był sufraganem łuckim, biskup ordynariusz łucki Andrzej Stanisław Załuski skierował go w północne rejony diecezji dla lepszej administracji. Ks. Riaucour został proboszczem parafii Narew, gdzie w 1728 roku odbudował stary drewniany kościół. Stąd, prawdopodobnie od października 1729 roku, trafił do Białej. Nominację na proboszcza otrzymał we dworze biskupim w Janowie 18 sierpnia 1729 roku. 10 grudnia 1738 roku otrzymał w Białej, od biskupa Załuskiego, urząd oficjała brzeskiego i podlaskiego. Biskup łucki Franciszek Antoni Kobielski powierzył mu reformę seminarium duchownego w Janowie Podlaskim. Po śmierci biskupa Kobielskiego, w kościele św. Jana Chrzciciela w Janowie Podlaskim biskup żmudzki Antoni Dominik Tyszkiewicz, konsekrował Erazma Wołłowicza na biskupa łuckiego. Współkonsekratorami byli Marcin Załuski, sufragan płocki i Ludwik Riaucour, sufragan łucki. 16 sierpnia 1772 roku ks. Riaucour zrezygnował z kanonii gnieźnieńskiej.
- ks. Piotr Szpannenberg. Proboszcz parafii Kobylin, a jednocześnie wiceproboszcz bialski przy ks. Ludwiku Riaucour[2].

### Księża
- Proboszcz: Ks. Kanonik Waldemar Izdebski
- Wikariusze:
  - Ks. Daniel Wojciechowski
  - ks.. Sławomir Pleszczyński
- Rezydenci:
  - Ks. Kanonik Jan Pilipiuk - kapelan szpitala
  - Ks. Andrzej Zozula - kapelan szpitala